# Lucio Elio Estilón
Lucio Elio Estilón (en latín, Lucius Aelius Stilo Praeconinus; h. 154 - 74 a. C.), de Lanuvio, es el filólogo más antiguo de la República Romana. Procedía de una familia distinguida y pertenecía a la orden ecuestre.

## Biografía
Se lo llamó Stilo (en latín, stylus, "pluma"), debido a que él escribió discursos para otros, y Preconino por la profesión de su padre (praeco, "anunciante, pregonero, heraldo"). Sus simpatías aristocráticas eran tan fuertes que voluntariamente acompañó a Cecilio Metelo Numídico al exilio. En Roma repartía su tiempo entre la enseñanza (aunque no como maestro de escuela profesional) y la obra literaria.
Sus alumnos más famosos fueron Varrón y Cicerón, y entre sus amigos estuvieron Celio Antípatro, el historiador, y Lucilio, el satírico, quien le dedicó sus obras. Según Cicerón, que expresó una pobre opinión de su eficiencia como orador, Estilón fue un seguidor de la escuela estoica. Sólo quedan unos pocos fragmentos de sus obras. Escribió comentarios sobre los himnos de los salios (Carmen Saliare), y probablemente también de las Doce Tablas. Examinó además el problema de la autenticidad de las numerosas comedias presuntamente compuestas por Plauto, y reconoció solo 25 como auténticas, cuatro más de las que reconoció su discípulo Varrón.
Es probable que fuese el autor de una obra glosográfica general que trataba cuestiones literarias, históricas y anticuarias. El tratado retórico Ad Herennium le ha sido atribuido por algunos eruditos modernos.[cita requerida]